# Manuel Ormazábal Pino
Manuel Alejandro Ormazábal Pino (Santiago, Chile, 10 de marzo de 1983) es un exfutbolista chileno. Jugaba de defensa y su último equipo fue San Antonio Unido.

## Clubes
| Club                      | País  | Año       |
| ------------------------- | ----- | --------- |
| Universidad Católica      | Chile | 2003-2004 |
| Universidad de Concepción | Chile | 2005      |
| Universidad Católica      | Chile | 2006      |
| Provincial Osorno         | Chile | 2007-2008 |
| Unión San Felipe          | Chile | 2009      |
| Deportes Concepción       | Chile | 2010      |
| Rangers                   | Chile | 2011      |
| Coquimbo Unido            | Chile | 2012      |
| Deportes Concepción       | Chile | 2013      |
| Deportes Temuco           | Chile | 2014-2015 |
| Rangers                   | Chile | 2015-2016 |
| Cobreloa                  | Chile | 2016-2017 |
| San Antonio Unido         | Chile | 2017-2019 |

## Palmarés

### Campeonatos nacionales
| Título             | Club              | País  | Año  |
| ------------------ | ----------------- | ----- | ---- |
| Primera B de Chile | Provincial Osorno | Chile | 2007 |
| Primera B de Chile | Unión San Felipe  | Chile | 2009 |
| Primera B de Chile | Unión San Felipe  | Chile | 2009 |
| Copa Chile         | Unión San Felipe  | Chile | 2009 |